# Крикун Сергій Костянтинович
Сергі́й Костянти́нович Крику́н — молодший сержант Збройних сил України. Брав участь у боях за Дебальцеве.

## Нагороди
За особисту мужність і героїзм, виявлені у захисті державного суверенітету та територіальної цілісності України, вірність військовій присязі під час російсько-української війни
- нагороджений орденом «За мужність» III ступеня (26.2.2015).